# 博羅維奇區

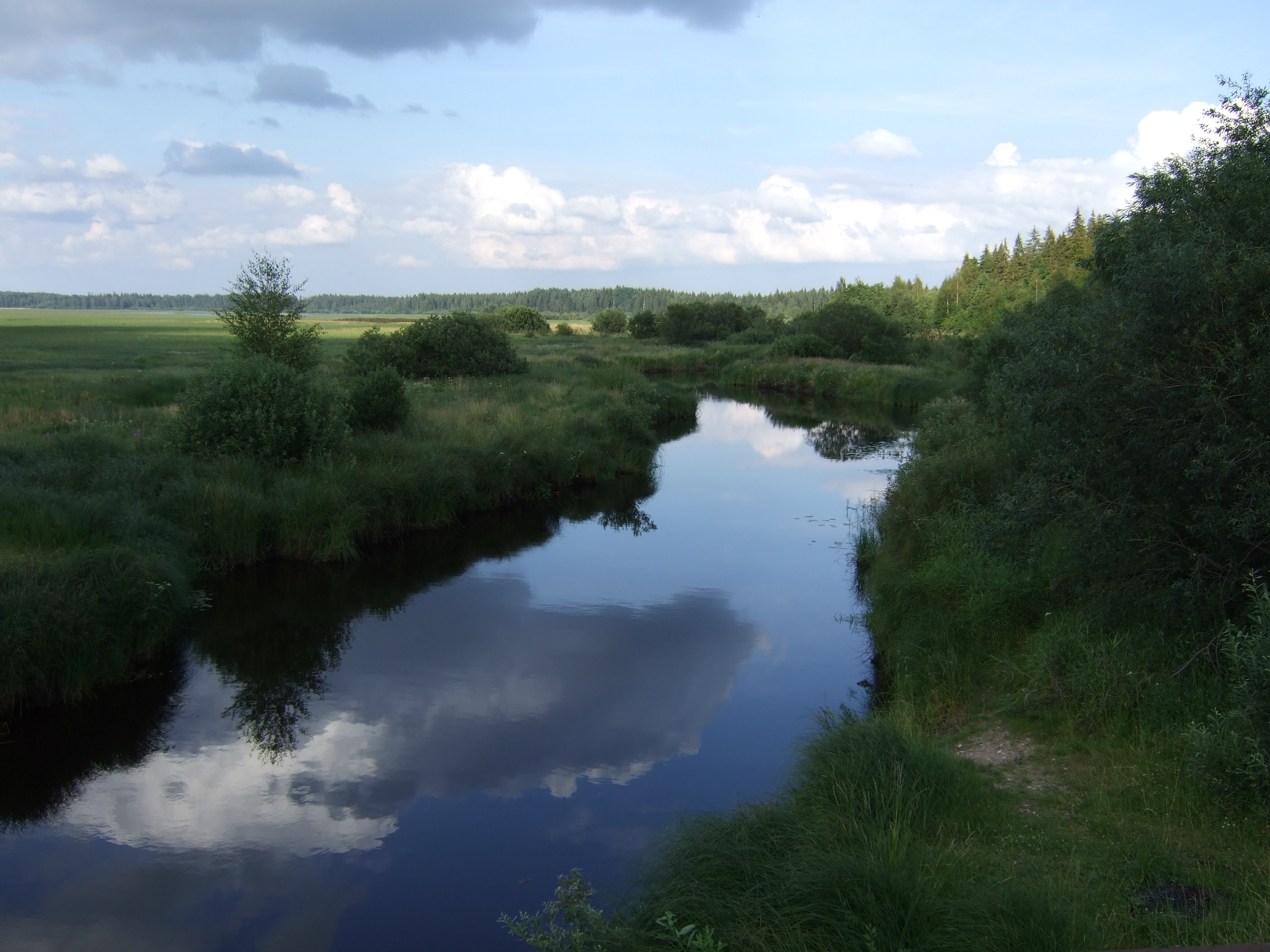
博罗维奇区的一处河景

58°16′N 34°07′E / 58.267°N 34.117°E
博羅維奇區（俄语：Боровичский район），是俄羅斯的一個區，位於該國西北部，由諾夫哥羅德州負責管轄，始建於1927年10月1日，面積3,100平方公里，2010年人口15,675，人口密度每平方公里5.06人。